# Нерентабельный рост

Нерентабельный рост (англ. uneconomic growth) — термин, используемый в экологической экономике для обозначения разновидности экономического роста, которая не приводит к росту благосостояния общества. Происхождение концепции обычно связывают с именем экономиста Германа Дэйли, хотя признается роль и других теоретиков.
Неприемлемые издержки, или снижение общественного благосостояния, связанные с экономическим ростом, могут возникать в результате «социальных и экологических жертв, с необходимостью вытекающих из возрастания давления на экосистемы». Другими словами, «нерентабельный рост происходит, когда увеличение производства идет за счет ресурсов и благополучия, ценность которых больше, чем ценность продуктов производства».
Для оценки баланса благ и издержек экономического роста используются различные показатели, например, субъективный уровень удовлетворенности жизнью.
К другой категории показателей относятся количественные индикаторы, в том числе представляющие собой усложненные версии ВВП. Наиболее известным из них является индикатор подлинного прогресса (GPI). В его основе лежит принцип деления составляющих ВВП на выгоды и издержки, итоговый показатель является разностью их величин. Кроме статей ВВП, в GPI включают выгоды и негативные последствия (издержки) экономической деятельности, которые не являются предметом купли-продажи на рынке и не имеют рыночной цены. Для определения их величин используется экспертные оценки. Набор критериев, определяющих общественное благосостояние, продолжает оставаться предметом дискуссий, поэтому GPI критикуют за субъективность выбора включаемых в него факторов, особенно в части издержек. Тем не менее, есть примеры применения этого индикатора в управлении экономикой, сторонники GPI оценивают его как более надежную меру экономического прогресса, чем ВВП.
Опираясь на динамику показателей баланса благ и издержек, сторонники экологической экономики утверждают, что США и другие экономически развитые страны в последние десятилетия, вероятно, находятся в стадии нерентабельного роста.